# Acorn Computer ABC 310
Acorn Computer ABC 310 (ABC 310) је професионални рачунар, производ фирме Acorn Computer који је почео да се израђује у Уједињеном Краљевству током 1984. године.
Користио је PLCC 80286 као централни микропроцесор а RAM меморија рачунара ABC 310 је имала капацитет од 1Mb (286), 64K (I/O плоча). 
Као оперативни систем кориштен је DR-DOS, BBC MOS, GEM-86.

## Детаљни подаци
Детаљнији подаци о рачунару ABC 310 су дати у табели испод.
|                       |                                                                                                   |
| [ 1 ]                 |                                                                                                   |
| Произвођач            |                                                                                                   |
| Тип                   | професионални рачунар                                                                             |
| Меморија              | 1Mb 286, 64K I/O плоча                                                                            |
| Поријекло             | Уједињено Краљевство                                                                              |
| Година                | 1984                                                                                              |
| Тастатура             | стандардна QWERTY, 10 функцијских тастера + стрелице, плус нумеричка тастатура и Tube прекидач    |
| Процесор              |                                                                                                   |
| Фреквенција процесора | непознато                                                                                         |
| RAM                   | 1Mb 286, 64K I/O                                                                                  |
| ROM                   | 32K, прошириво                                                                                    |
| Текст                 | 80 x 32/25 (2 боје) / 40 x 32/25 (2 или 4 боје) / 20 x 32 (16 боја) / 40 x 25 (приказ телетекста) |
| Графика               | 640 x 256 (2 боје) / 320 x 256 (4 боје) / 160 x 256 (16 боја)                                     |
| Боја                  | 16 (8 боја + опција треперења)                                                                    |
| Звук                  | 3 канала + шум + контрола енвелопе, 7 октава, опциони TMS5220                                     |
| Димензије             |                                                                                                   |
| Портови               |                                                                                                   |
| Оперативни систем     |                                                                                                   |